# Henrik Yde
Henrik Yde (født 16. august 1950 i Brabrand) er en dansk litteraturhistoriker. Han er søn af Else Yde, født Andreasen (1913-1962) og distributionschef Max Yde (1909-1988). Yde blev student fra Herlufsholm Kostskole i 1969 og cand.mag. i dansk og filosofi 1977 fra Aarhus Universitet. I 1991 forsvarede han på Aarhus Universitet en doktordisputats om Det grundtvigske i Martin Andersen Nexøs liv.
Frem til 1994 arbejdede Yde som højskolelærer, derefter som editionsfilolog. 1995-2013 udgav han i tolv bind Martin Andersen Nexøs hovedværker i tekstkritiske, kommenterede udgaver for Det Danske Sprog- og Litteraturselskab. I 2024 blev disse udgaver tilgængelige digitalt på Tekstnet.dk.
2010-2018 var han ansat ved "Grundtvig Centeret" (i dag: Center for Grundtvigforskning), Aarhus Universitet, hvor han medvirkede til udgivelsen af en digital udgave af Grundtvigs værker.
For sin Nexø-forskning modtog Yde i 2013 en ærespris fra Martin Andersen Nexø Fonden.
For sin litterære biografi NEXØ. Martin Andersen Nexøs liv og værk (2019) modtog han i 2020 Georg Brandes-Prisen.
Samme år blev NEXØ udvalgt som et af Årets Bedste Bogarbejder 2020.
For sit virke som Nexø-forsker og -formidler modtog han i 2023 Gelsted-Kirk-Scherfig-Prisen for 2022.
I 2025 udgav han SKOLEN FOR LIVET. N.F.S. Grundtvigs højskoleskrifter. 